# Onobrychis verae
Onobrychis verae är en ärtväxtart som beskrevs av Sirj. Onobrychis verae ingår i släktet esparsetter, och familjen ärtväxter. Inga underarter finns listade i Catalogue of Life.